# Piper amparoense
Piper amparoense är en pepparväxtart som beskrevs av Truman George Yuncker. Piper amparoense ingår i släktet Piper och familjen pepparväxter. Inga underarter finns listade i Catalogue of Life.